# Bach (Gemeinde Virgen)
Bach ist ein Weiler in der Gemeinde Virgen (Osttirol). Der Ortsteil wurde 1991 von 13 Personen bewohnt und wird zur Fraktion Mitteldorf gezählt.

## Geographie
Bach ist neben dem Dorf Mitteldorf einer der zwei Ortsbestandteile von Mitteldorf. Bach liegt im Tal des Mitteldorfer Baches in einer Höhe von rund 1.166 Metern. Der aus fünf Adressen bestehende Ort liegt nördlich von Mitteldorf, westlich von Zedlach und östlich von Virgen, wobei die Ortschaft mit jedem der Orte durch eine Straße verbunden ist. Bach beherbergte 1991 insgesamt drei Häuser mit zwei land- und forstwirtschaftlichen Betriebsstätten, wobei in den drei Häusern vier Wohnungen bestanden. Das Land Tirol verzeichnete 2023 für Bach die Hofstellen Neublaser (Mitteldorf-Bach Nr. 2), Gillinger (Mitteldorf-Bach Nr. 4), Innerblaser (Nr. 5) und Lienharter (Nr. 7) sowie ein sonstiges Gebäude (Nr. 6).

## Geschichte
Bach wurde von der Statistik Austria lange Zeit nicht eigens genannt, sondern bei Mitteldorf miteingerechnet. Erst im Zuge der Volkszählung 1951 wurde Bach separat ausgewiesen, wobei der Ortsbestandteil damals als Rotte klassifiziert wurde, die aus sechs Häusern mit 44 Bewohnern bestand. 1961 wurden von den Statistikern für Bach ebenfalls sechs Häuser mit 42 Einwohnern verzeichnet, 1971 waren es drei Häuser mit nur noch 12 Einwohnern, wobei Bach nun zu einem Weiler abgestuft worden war. 1981 lebten in den drei Wohnhäusern elf Menschen. 1991 wies die Statistik Austria für Bach 13 Einwohner aus.